# 危瓜爾多美體鰻
危瓜爾多美體鰻，又稱危瓜爾多錐體糯鰻（學名：Ariosoma prorigerum），為輻鰭魚綱鰻鱺目糯鰻科的其中一個種，由Charles Henry Gilbert於1891年描述，最初屬於Ophisoma，分布於東太平洋哥斯大黎加、巴拿馬與厄瓜多海域，深度380至740公尺，體長可達35公分，為底棲性魚類，肉食性，生活習性不明。